# 影同心
『影同心』（かげどうしん）、『影同心II』は、毎日放送と東映（東映京都テレビプロ）が制作、TBS系列で放映されたテレビ時代劇。1975年4月5日 - 1976年3月27日の1年間、土曜夜22時からの1時間枠で放送された。

## 概要
本作が放映される直前、朝日放送（ABC）と毎日放送（MBS）のネットチェンジ（腸捻転の解消）が行われた。解消前は関西ではABC、関東ではTBSが『必殺シリーズ』を放送。必殺シリーズは関西では視聴率 30%前後を記録する時代劇で、ネットチェンジによって人気番組が失われることを憂慮したTBSが新たに準キー局となるMBSに対して、必殺シリーズと同系統の時代劇を依頼。毎日放送は東映に企画を発注して、本作が制作された。
『影同心』は放映開始直後から視聴率 20%を超え、順調なスタートを切り、全28話を制作・放映した。一方で、必殺シリーズ（当時は第5作『必殺必中仕事屋稼業』）は好調時の半分程度の視聴率 13%まで視聴率が下降した。MBSは『影同心』の放映終了後、このヒットを受けて設定を一新した続編『影同心II』を制作して、全24話を放映した。
『影同心II』の視聴率は低迷して、シリーズは2作で終了となった。必殺シリーズは藤田まこと演じる中村主水が再登場した第6作『必殺仕置屋稼業』を制作。視聴率を好転させて、長期人気シリーズとなった（視聴率は関西地区のもの）。
東映は『必殺仕掛人』の際に朝日放送から声を掛けられ、松竹とコンペを行った結果、松竹が製作を担当したという経緯がある。『～仕掛人』コンペ時、東映側は結束信二を脚本家として挙げており、本作では2本 執筆している。一方で、池上金男は『～仕掛人』に参加していたが同作の第5話 「女の恨みはらします」を本作の第4話「欲にからんで殺し節」に流用している。

### 山内久司（朝日放送）からの批判
必殺シリーズの山内久司プロデューサーは1997年12月に出版された洋泉社『必殺シリーズを創った男 - カルト時代劇の仕掛人、大いに語る』で以下の様に述べている。
- 「TBSは徹底的に必殺を真似せいと言うたらしいね。毎日放送の青木氏に」[5]
- 「青木が『いややった』と言うてましたわ」[5]
- 「あれも全部あかんよ。東映の話はやくざっぽいから（笑）」「私情や個人的怒りに任せて、人を殺したらいかん。職業として捕らえたら、一つの展開がある」[6]

はまぐりで金玉を潰す殺し技（金子信雄演ずる柳田茂左衛門の技）については「『必殺』では一切やっていない」「勘違いしている」「単なる正義感で殺すなら、ハマグリで殺すのはおかしい」と述べており、「金を取らないからダメ」と語った。
当時の報道（『週刊TVガイド』1975年3月14日発売号）では、TBSは「必殺」の2文字をタイトルに入れようとしたが朝日放送側の牽制により断念したとの事。同誌によると『影同心』は仮題でタイトル候補は10個 近くあり、『影同心 殺し節』『本命暗殺剣』があった。

## 影同心（初作）
放映期間：1975年4月5日 - 10月11日 全28回
必殺シリーズと異なる点は影同心の更科右近、高木勘平、柳田茂左衛門が悪人を殺す際は商人・町人・職人・宗匠などに扮装している所である。
三人は南町奉行配下の同心だが最下級の地位であること、与力・寺社奉行・大名などを捕縛することはできない為、捜査や殺しの際は商人・町人・職人に扮装することで偽装の役割を担っている。

### あらすじ
天保年間。南町奉行 鳥居甲斐守配下の同心　小石川養生所 見回り役の更科右近、高積 見回り役の高木勘平、例繰方の柳田茂左衛門は南町奉行所で役立たずの厄介者と烙印を押される鼻摘み役人。
三人の裏の顔は奉行が法で裁けぬと判断した悪人たちを成敗する “影の刺客” だった。

### 登場人物・キャスト
更科右近（山口崇）
南町奉行所の小石川養生所 見回り役同心。女物の櫛に偽装した朱塗りで持ち手付きの鉄歯櫛で悪人の首動脈部分を突き刺す。
第1話は歯が長く、柄の部分が着脱式の鉄歯櫛で悪人の首筋を刺した。大刀や脇差を使用したり（第8、13、25 - 28話）、赤い紐を使っての宙吊りでの絞殺（第4話）、お袖の遺髪での絞殺（第14話）、菊の残した簪（第15話）、手拭い（第19話）を武器として使っていた。
高木勘平（渡瀬恒彦）
南町奉行所の高積 見回り役同心。無精髭を生やしているが髭面を上司の小田頼母に咎められ、お佐知の元で無精髭を剃った（第27話）。
役目柄、六尺棒を普段から持ち歩く。
日常から帯びている鎖付きの大刀で悪人を斬り倒す。包丁（第5、19話）や鳶口（第3、11話）、敵の銃（第25話）を武器として使っていた。
柳田茂左衛門（金子信雄）
南町奉行所の例繰方同心。定年間近の昼行灯だが、影同心のリーダー格である。
日頃の昼行灯振りは人一倍で役人然としていない。
父親は秀才で、その縁で柳田家の婿養子となったことが妻の園江との会話で明らかとなっている（第4話）。
蛤の貝殻で悪人の睾丸を握り潰して、ショック死させる。素手で潰す事（第2話）があった他、女性に対しては空振りしていた（第24話）。
お佐知（范文雀）
女髪結い。柳田茂左衛門の愛人。三人の同心をサポートする。
おとら（菅井きん）
長屋に住む、ドケチな金貸し。三人に情報を提供する事がある。
小田頼母（勝部演之）
南町奉行所の与力。茂左衛門、右近、勘平の上司で三人を疎んじている。三人が影同心であることは無論 知る由もない。
源太（林大興）
勘平の弟分で街の情報屋。二丁ヌンチャクが武器。三人をサポートする。
横綱町の文造（園田裕久）
目明かし。
同心（古川ロック、浜田雄史）
南町奉行所の同心。
柳田園江（丹阿弥谷津子）
茂左衛門の妻。「あなたの下に嫁（か）して三十年。私に取っては後悔ばかりの毎日でございました」と茂左衛門へ愚痴をこぼすのが定番だった。
丹阿弥と金子は実生活でも夫婦。
鳥居甲斐守（田村高廣）
南町奉行。茂左衛門、右近、勘平に｢影同心｣設立を命じた張本人で自らが元締となる。
ナレーター（芥川隆行）

### 主題歌
- 「風の女」
  - 作詞：林春生　作曲：鈴木淳　編曲：小谷充　唄：朝月愛
  - 発売：日本コロムビア

### 放映リスト（サブタイトルリスト）
サブタイトルのフォーマットは「殺し節」。
| 放映年月日    | 話数 | サブタイトル               | 脚本                | 監督     | ゲスト |
| ------------- | ---- | -------------------------- | ------------------- | -------- | --- |
| 1975年 4月5日 | 1    | 夜霧の殺し節               | 飛鳥ひろし          | 松尾正武 | 二階堂玄蕃：成田三樹夫 木曽屋七兵衛：内田朝雄 おあき：紅景子 八助：岩田直二 人足頭：浜伸二 おろく：志乃原良子 おつた：那智映美 棟梁A：蓑和田良太 八百梅の主人：重久剛 行商人A：井上茂 侍：山田良樹 棟梁B：川辺俊行 棟梁C：藤山良 門番：内藤康夫 大家：野村鬼笑（ノンクレジット） 行商人B：大矢敬典（ノンクレジット）                                                  |
| 4月12日       | 2    | 罠かけ殺し節               | 佐々木守            | 倉田準二 | 相模屋徳三：佐藤慶 おせい：武原英子 政吉：工藤堅太郎 お艶：谷口香 幸助：小野川公三郎 鴨下良庵：西山嘉孝 佐吉：山口幸生 藤七：藤沢薫 中毒の女：丸平峰子 養生所の医師：那須伸太郎 中毒の男：有島淳平 越後屋の番頭：疋田泰盛 越後屋の手代：矢野幸男 |
| 4月19日       | 3    | 鐘に怨みの殺し節           | 宮川一郎            | 河野寿一 | 仙右衛門：菅貫太郎 およう：八木孝子 桜井大次郎：剣持伴紀 おしん：渡辺やよい 鍵屋仁平：北村英三 用心棒：五味龍太郎 権次：川谷拓三 鍵屋の手下：川浪公次郎 老中：北原将光 目明し：北見唯一 鍵屋の手下：宮城幸生 ひさごの女将：河東けい 女房：京町一代 作造：矢奈木邦二郎 大家：藤川弘 供侍：笹木俊志 男：平河正雄 男：江原政一 鍵屋の手下：藤本秀夫 鍵屋の手下：片桐竜次 |
| 4月26日       | 4    | 欲にからんで殺し節         | 池上金男            | 工藤栄一 | 勝山市之進：岸田森 中屋喜右衛門：織本順吉 くみ：森崎由紀 伊之助：島米八 分銅屋重兵衛：中村錦司 娘：内村レナ 弥吉：坂下光一郎 元作：大橋一輝 播州屋精兵衛：那須伸太朗 中屋番頭：有島淳平 中屋手代：大矢敬典 芸妓：美松艶子 佐倉屋善助：北見治一 |
| 5月3日        | 5    | 惚れた弱みの殺し節         | 飛鳥ひろし          | 倉田準二 | 戸崎源八郎：今井健二 おかよ：京春上 赤木大蔵：河原崎次郎 志ん助：牧冬吉 火盗改め：五十嵐義弘 三吉：多賀勝 桔梗屋女将：島村昌子 甚五郎：阿波地大輔 ：智村清 同心：松田明 桔梗屋主人：疋田泰盛 商人：島田秀雄 ：土橋勇 源太の仲間：奈辺悟 門番：大月正太郎（ノンクレジット） 門番：東孝（ノンクレジット）                                                               |
| 5月10日       | 6    | 廓に咲く花殺し節           | 飛鳥ひろし          | 松尾正武 | お駒：池玲子 森下内記：原田清人 お新：松木路子 お道：有崎由見子 えびす屋半兵衛：江見俊太郎 ほてい屋八造：小田部通麿 子分：志賀勝 お梅：美川玲子 良作：森秀人 定吉：古川義信 子分：井上茂 廓会所の男：畑中伶一 庄左衛門：浪花五郎 お道の母：和歌林三津江（ノンクレジット）                                                                                             |
| 5月17日       | 7    | 首狩り殺し節               | 飛鳥ひろし          | 倉田準二 | 本田主馬：滝田裕介 おさん：葉山葉子 格助：山崎猛 北村万次郎：岩尾正隆 篠山藩江戸留守居役：入江慎也 三浦三右衛門：不破潤 青山下野守：武周暢 梅の家女将：武田てい子 鼻紙売りの男：片桐竜次 飯屋の客：前川良三 飯屋の女将：日高綾子 中間：大城泰 東孝 宮崎博 行商人：藤山良 岩五郎：浪花五郎（ノンクレジット）                                                           |
| 5月24日       | 8    | 女のかたき殺し節           | 中島貞夫            | 井上昭   | お蓉：宇津宮雅代 伊八：高橋長英 大竹省次郎：川辺久造 吉沢：有川正治 半助：林浩久 加代：井上明子 牢屋同心：波多野博 金兵衛：田中耕一郎 |
| 5月31日       | 9    | あぶな絵殺し節             | 高橋稔              | 工藤栄一 | 伊之助：森次晃嗣 小日向精四郎：睦五郎 お光：渡辺やよい 歌川宗春：天本英世 丹波屋重兵衛：高木均 曲亭蘭山：城所英夫 尾張屋仙右衛門：田島義文 佐々木リエ 重久剛 福本清三 司裕介 畑中怜一 和田昌也 |
| 6月7日        | 10   | 油地獄の殺し節             | 飛鳥ひろし          | 井沢雅彦 | 清七：山本亘 おちか：服部妙子 おふさ：二本柳俊衣 伊勢谷義兵衛：中山昭二 お艶：戸部夕子 千葉敏郎 柳川清 浜田雄史 平河正雄 有島淳平 |
| 6月14日       | 11   | 情けに賭けて殺し節         | 岩元南              | 松尾正武 | おきぬ：紀比呂子 十字屋作兵衛：永井智雄 久蔵：柴田侊彦 巳之吉：阿久津元 徳松：里木左甫良 ：大矢敬典 ：笹吾朗 ：簑和田良太 ：鳥巣哲夫 ：森谷譲 ：大城泰 ：峰蘭太郎 ：西川信夫 |
| 6月21日       | 12   | 花も恥じらう殺し節         | 飛鳥ひろし          | 松尾正武 | お粂：中原早苗 千代：市毛良枝 石川大学：深江章喜 織部：稲葉義男 出水憲司 中村孝雄 滝譲二 志乃原良子 市川男女之助 向浜加代子 原聖四郎 日高久 有島淳平 榎原政一 藤長照夫 矢野幸男 |
| 6月28日       | 13   | 乙女が哭いた殺し節         | 飛鳥ひろし          | 河野寿一 | 甚五郎：田中明夫 お咲：小野恵子 伝蔵：小鹿番 お仙：水上竜子 道井和仁 松田明 唐沢民賢 浜田雄史 日高久 有島淳平 畑中怜一 村居京之輔 奈辺悟 |
| 7月5日        | 14   | 大奥（秘）（まるひ）殺し節 | 高久進 佐藤肇       | 佐藤肇   | 千賀：水原麻記 黒田備後守：室田日出男 お袖：八木孝子 美代：宗方奈美 きく：阿井美千子 ：佃和美 ：永野達雄 ：中村錦司 ：田中弘史 ：大木晤郎 ：中林章 ：森源太郎 |
| 7月12日       | 15   | 三三九度の殺し節           | 高橋稔 岩元南       | 工藤栄一 | おきく：野際陽子 伊之助：島田順司 加賀谷清兵衛：犬塚弘 小原宗右衛門：山村弘三 むら：松田春子 ：北原将光 ：市川男女之助 ：山口朱実 ：笹吾朗 ：高木峰子 ：椿竜二 米次郎：上田忠好 |
| 7月19日       | 16   | もてた男の殺し節           | 宮川一郎 山崎大助   | 山崎大助 | 森川順之介：長谷川明男 おりん：有吉ひとみ 俵屋伊兵衛：嵯峨善兵 仙界：小島三児 横田甚助：高城淳一 伍兵衛：汐路章 ：三井マリア ：志乃原良子 ：武周暢 ：永田光男 ：伊藤尚子 ：藤尾純 ：那須伸太朗 ：宮城幸生 ：波多野博 ：稲村理恵 ：伊久野映子 ：富永佳代子 |
| 7月26日       | 17   | 二つ枕の殺し節             | 池上金男            | 松尾正武 | お千勢：緑魔子 新之介：青山良彦 一色隼人：内田勝正 巴屋儀兵衛：伊沢一郎 春蝶：林浩久 お松：春藤真澄 北島主善：遠藤太津朗 |
| 8月2日        | 18   | 濡れた女の殺し節           | 鈴木兵吾 神波史男   | 深作欣二 | お登勢：松本留美 神山外記：室田日出男 喜助：川谷拓三 静：絵沢萌子 ：有川正治 ：成瀬正孝 ：荒木雅子 ：鈴木康弘 ：宮城幸生 ：鳥巣哲夫 ：岩尾正隆 ：島田秀雄 ：奈辺悟 ：世羅豊 ：森源太郎 |
| 8月9日        | 19   | 色の地獄は殺し節           | 池田一朗            | 井上昭   | お半：瑳峨三智子 おしま：服部妙子 島田太兵衛：橋爪功 信吉：根岸一正 辰吉：池信一 ：国一太郎 ：野口貴史 ：多賀勝 ：原田雅子 ：吉本真由美 ：吉田さとみ 山崎屋平左衛門：伊達三郎 |
| 8月16日       | 20   | 新妻ひとり寝殺し節         | 結束信二            | 井上昭   | うの：竹下景子 川崎平馬：石山律雄 松平公太郎：住吉正博 吉部久太夫：浜田寅彦 おさと：河村祐三子 ：多賀勝 ：新屋英子 ：伝法三千雄 ：有島淳平 ：藤山良 ：矢野幸男 原文左衛門：浜村純 |
| 8月23日       | 21   | 牢屋は極楽殺し節           | 池上金男            | 倉田準二 | 小川和馬：志垣太郎 仙三：樋浦勉 おすみ：紅景子 回向院の彦七：田口計 嶋屋清蔵：梅津栄 ：岩尾正隆 ：片桐竜次 ：宮城幸生 ：山田良樹 ：大矢敬典 ：椿竜二 才市：村松克巳 |
| 8月30日       | 22   | 無理が通って殺し節         | 飛鳥ひろし          | 原田隆司 | お幸：上村香子 岩瀬修理：穂積隆信 竹内兵部：灰地順 お時：松井加容子 ：海老江寛 ：寺島雄作 ：山口朱美 ：永田光男 ：堀北幸夫 ：島田秀雄 ：有島淳平 ：大月正太郎 ：壬生新太郎 ：前川良三 ：村田玉郎 ：野村鬼笑 ：西山清孝 ：山下義明 |
| 9月6日        | 23   | 花嫁買って殺し節           | 館野彰 佐藤肇       | 佐藤肇   | 金蔵：石橋蓮司 軽：望月真理子 高尾太夫：賀川雪絵 倉之助：成瀬正孝 幇間：立原博 吉川忠兵衛：北原将光 ：伊藤利子 ：星野美恵子 遠山影元：山城新伍 ：白井孝史 ：森源太郎 ：前川良三 ：小坂和之 ：真田麻理 平野屋金兵衛：桑山正一 若山富三郎※ノンクレジット |
| 9月13日       | 24   | 男の操は殺し節             | 佐藤純彌 小野竜之助 | 松尾正武 | 増田屋伝兵衛：新田昌玄 おりう：森秋子 小芳：堀越陽子 佐久間：中田博久 小島：中井啓輔 ：大木晤郎 ：内村レナ ：浜伸二 ：笹吾朗 ：松田明 ：浜田雄史 ：新田章 ：井上茂 ：古川義信 ：有島淳平 ：川辺俊之 ：東孝 ：宮永淳子 |
| 9月20日       | 25   | 相合傘の殺し節             | 宮川一郎            | 河野寿一 | おとせ：亀井光代 立花新八郎：天津敏 相模屋宗兵衛：福田豊土 明神の辰造：北村英三 相模屋の番頭：市川小金吾 松島屋：邦保 ：疋田泰盛 ：宮崎博 ：川辺俊行 猪之助：山本圭 |
| 9月27日       | 26   | 金がかたきの殺し節         | 結束信二            | 松尾正武 | おけい：入江若葉 周太：左右田一平 伝五郎：谷村昌彦 伍平：岩田直二 加倉井兼蔵：八名信夫 ：浜伸二 ：簑和田良太 ：松田明 ：片桐竜次 ：細川純一 ：小田真士 ：井上茂 ：星野美恵子 ：京町一代 ：有島淳平 ：大城泰 |
| 10月4日       | 27   | 赤いしごきの殺し節         | 小野竜之助          | 倉田準二 | お妙：茅島成美 扇屋藤兵衛：川合伸旺 菊次：柳沢真一 巴屋惣右衛門：汐路章 おげん：宗方奈美 ：堀北幸夫 ：吉久高広 ：中村錦司 ：鳥巣哲夫 ：福本清三 ：江原政一 ：丸平峰子 彦爺：長島隆一 |
| 10月11日      | 28   | わたしが愛した殺し節       | 岩元南 土橋徹       | 井上昭   | 儀平：岡田裕介 お滝：水原麻記 細川伊勢守：戸浦六宏 武蔵屋：高城淳一 吉岡数之進：平泉征 内藤主馬：田島義文 居酒屋の女：朝月愛 ：秋山勝俊 ：前川清 ：山口朱美 |

## 影同心II
『影同心II』（かげどうしん ツー）。放映期間：1975年10月18日 - 1976年3月27日 全24回

### 登場人物・キャスト（II）
香月尼（浜木綿子）
谷中の尼寺　香泉院の尼僧。通称「庵主様」。
先が鋭く尖った花の茎や枝で悪人の首筋を刺す。柳の枝など刺しにくい物には針を仕込ませている。
女郎だったが、先代の庵主様に救われて僧籍に入った過去がある。
「一殺多生。浮かばれぬ哀れな人たちを成仏させる為なら、あたしは喜んで地獄に落ちます」が出陣前の決め台詞である。
最終回で悪人を成敗した後、源八郎や留吉とともに姿を消した。
堀田源八郎（黒沢年男）
寺社奉行所の同心。市井の事件は管轄外の為に腕が振るえず鬱屈した生活を送っていた。
剣の達人で、悪人を大刀で斬り倒す。
最終回で悪人を成敗した後、香月尼や留吉とともに何処ともなく姿を消した。
留吉（水谷豊）
香泉寺の寺男。博打狂いの遊び人であったが、源八郎の計らいで香月尼の元で寺男として雇われた。
楊枝を悪人の額（場合によっては首筋、こめかみ）に吹き刺し、槌で叩いて駄目を押す。
最終回で平七を惨殺した悪人を彼の褌で絞殺した後、香月尼や源八郎とともに何処へ去っていった。
平七（山城新伍）
南町奉行所の牢番。元 錠前破り。
初期は女の黒髪を束ねた紐で悪人の首を絞め殺していたが、後に褌を使う様になる。相手によっては短刀を使って殺しを行う事があった。
最終回で留吉と共に悪人に捕らえられて拷問を受けるが隙を見て、留吉を逃す。その後は悪人の手で惨殺された。
平七の墓標には彼の愛用の煙管と煙草入れが木の枝に刺さっていた。
おいね（片桐夕子）
源八郎の情婦。
お勝（森みつる）
平七の妻。野菜の行商をしている。
石井多門（早川保）
南町奉行所の定町廻り同心で源八郎の友人。
源八郎に乗せられて、町奉行所の情報を話してしまうことが多かった。
稲葉新左衛門（岡田英次）
寺社奉行所の大検使で源八郎の上司。
第8話で妻の佐代が悪人の手に掛かり、死亡した。

### 主題歌（II）
- 「いつかおまえに」
  - 作詞：中山大三郎　作曲：鈴木淳　編曲：竜崎孝路　唄：黒沢年男（現・年雄）
  - 発売：日本コロムビア

### 放映リスト（サブタイトルリスト）（II）
| 放映年月日      | 話数 | サブタイトル         | 脚本                   | 監督     | ゲスト |
| --------------- | ---- | -------------------- | ---------------------- | -------- | --- |
| 1975年 10月18日 | 1    | 影の裁きは菊一輪     | 池上金男 岩元南        | 工藤栄一 | お久：吉行和子 越前屋：藤岡重慶 佐兵衛：上田忠好 岩吉：市村昌治 留吉の仲間：多賀勝 善太：岡本崇 銀多：林浩久 牢番：阿波地大輔 丁稚：後藤尚人 岩吉の子分：藤沢徹夫 男：江原政一 女：富永佳代子 女：稲村理恵 |
| 10月25日        | 2    | つぼみで落ちた白い菊 | 神波史男 松田寛夫      | 工藤栄一 | 河野重蔵：睦五郎 千太：川口厚 おしん：津田京子 半次：江幡高志 雲州：汐路章 伊三郎：島米八 牢番：阿波地大輔 亀松：野口貴史 黒川信義：大橋一輝 井上忠信：工藤重孝 小出清茂：川崎裕之 女将：佐名手ひさ子 手配師：笹木俊志 岡っ引き：森源太郎 男：木谷邦臣 酌婦：丸平峰子 ：村田玉郎 手配師：宮城幸生 おちか：浅川しおり 初：内村レナ |
| 11月1日         | 3    | 遅れて咲いた彼岸花   | 高橋稔                 | 倉田準二 | お浜：木内みどり 松永軍十郎：入川保則 弥之助：佐々木勝彦 お豊：小泉洋子 怖いお兄さん：志賀勝 怖いお兄さん：浜伸二 お久：坪田聖子 吾兵衛：入江慎也 板倉屋：市川男女之助 女郎：谷口欣子 菊之丞：坂東京三郎 ：椿竜二 |
| 11月8日         | 4    | 風にりんどう小紫     | 岩元南                 | 黒田義之 | 佐々木剛、島田順司、小野恵子 |
| 11月15日        | 5    | 女の争い紅葉花       | 石森史郎               | 黒田義之 | 柴田侊彦、蜷川幸雄、三浦真弓、中原早苗 |
| 11月22日        | 6    | 正体見たり枯尾花     | 岩元南                 | 井上昭   | 長門勇、上原ゆかり、酒井修、勝部演之、 根岸一正、五味龍太郎 |
| 11月29日        | 7    | 百合の香りに夜の蝶   | 高橋稔                 | 井上昭   | 杉本美樹、織本順吉、田口計 白石奈緒美、小鹿番、穂積隆信 |
| 12月6日         | 8    | 妻の秘め事乱れ菊     | 山田隆之               | 松尾正武 | 市毛良枝、寺田農、岩田直二、 |
| 12月13日        | 9    | 山茶花一輪武士の首   | 笠上和雄               | 松尾正武 | 久富惟晴、北上弥太郎、天津敏、内田勝正 山下雄大、小林勝彦、幸田宗丸、片桐竜次 |
| 12月20日        | 10   | 尼寺（秘）女郎花     | 岩元南                 | 工藤栄一 | 水上竜子、梶三和子、荒砂ゆき、芦屋小雁 |
| 12月27日        | 11   | （秘）能舞台鬼の花道 | 山田隆之               | 河野寿一 | 御木本伸介、北村英三、八木孝子 西山嘉孝、石田茂樹、田畑猛雄、沖田駿一 |
| 1976年 1月3日   | 12   | 尼寺（秘）女形狂乱   | 松山威 茶木克彰 佐藤肇 | 佐藤肇   | 中村雪之丞、弓恵子、森幹太、中村竜三郎 |
| 1月10日         | 13   | 進学塾（秘）甘い罠   | 木村雅夫               | 河野寿一 | 安部徹、服部妙子、北原義郎、中田博久 |
| 1月17日         | 14   | （秘）女色地獄       | 大原清秀               | 佐藤肇   | 若林豪、中丸忠雄、三条泰子、清水綋治、深江章喜 |
| 1月24日         | 15   | 尼と男の冬の宿       | 山田隆之               | 村山新治 | 今井健二、毛利菊枝、小野恵子、坂口徹、 中村孝雄、牧冬吉、五味龍太郎 |
| 1月31日         | 16   | 尼寺女の溜め息       | 川口桂                 | 村山新治 | 志垣太郎、茅島成美、江見俊太郎、山村弘三 松木聖、北原将光、山本昌平 |
| 2月7日          | 17   | 一殺多生の大相撲     | 岩元南                 | 黒田義之 | 金子吉延、龍虎、南道郎、三浦リカ 黒部進、羽田勉、団巌、志賀勝 |
| 2月14日         | 18   | 身代りの報酬         | 津田幸於 佐藤肇        | 黒田義之 | 横光勝彦、柳沢真一、二條朱美、真山知子 木村元、唐沢民賢、水上保広、西田良 |
| 2月21日         | 19   | 御用地図強奪         | 曽田博久               | 佐伯孚治 | 柴田侊彦、滝田裕介、志摩みづえ、藤岡重慶 中井啓輔、片岡五郎、石浜裕次郎 不破潤、日高久、志摩靖彦 |
| 2月28日         | 20   | 罠に泣く女の黒髪     | 三好和也               | 佐伯孚治 | 梅田智美、三木豊、村上冬樹、高城淳一 佐々木孝丸、伊藤高、原口剛、金井進二 |
| 3月6日          | 21   | 木枯しの中の二人     | 松山威 茶木克彰        | 林伸憲   | 高橋長英、山岡徹也、町田祥子 山田雅秀、広瀬登美子 |
| 3月13日         | 22   | 一殺多生の影の肌     | 小野竜之助 大原清秀    | 林伸憲   | 上村香子、住吉正博、岩田直二、金井大 小林勝彦、唐沢民賢、島米八 |
| 3月20日         | 23   | 一殺多生政商を斬る!! | 池上金男 茶木克彰      | 黒田義之 | 倉岡伸太朗、高田瞳、石山雄大、原健策、水原麻記、 松村康世、富田仲次郎、成瀬正、川辺久造、木谷邦臣 |
| 3月27日         | 24   | そして影は去った!!   | 高橋稔                 | 黒田義之 | 山崎屋藤兵衛：多々良純 松永伊十郎：嵐圭史 お園：和田幾子 清次：鶴賀二郎 茂兵衛：寺下貞信 伊蔵：中島正二 寺社方上役：大木晤朗 弥吉：伊吹新吾 仙石屋：溝田繁 相模屋：千葉保 おかみさん：小林泉 女：伊玖野映子 仙石屋内儀：藤山嘉子 酒井駿河守：岸田森                                                                               |

## スタッフ
- プロデューサー：青木民男（毎日放送）・小野耕人、杉本直幸、斎藤頼照（IIのみ）（東映）
- 音楽：渡辺岳夫
- ナレーター：芥川隆行
- 撮影：木村誠司、柾木兵一、羽田辰治
- 照明：藤井光春、宇野増太郎、椹木儀一
- 録音：矢部吉三、墨関治、田中峯生
- 美術：寺島孝男
- 助監督：内沢豊、古市真也、上杉尚棋、岡本静夫
- 記録：野崎八重子、石田照、長岡君枝、牛田二三子
- 計測：佐賀彰、宮川俊夫、水嶋淳一
- 整音：浜口十四郎
- 編集：鳥居勉、川上忠
- 衣裳：上野徳三郎
- 美粧：堤野正直、杉本勢一
- 結髪：水巻春江
- 装置：曽根美装
- 装飾：下山能一、門明淳、山本重治、窪田治
- 進行主任：喜多外志之、藤野清、山田勝
- 擬斗：上野隆三（東映剣会）
- 演技事務：川高敏夫、上ノ山敏
- 邦楽監修：中本敏生
- 現像：東洋現像所
- 制作：毎日放送、東映

## ソフト化 情報
- 影同心（初作）のDVDソフト（コレクターズDVD。HDリマスター版）はベストフィールドより、2022年4月13日[16][17]に発売。影同心IIのDVDソフト（コレクターズDVD。HDリマスター版）は同年5月11日に発売[18]された。

## ネット配信
- 2022年10月3日から、東映時代劇YouTubeの据置枠で『影同心』『影同心II』の第1話・第2話が無料配信された。
- 更科右近役の山口崇が2025年4月18日に亡くなったことを受けて、東映時代劇YouTubeの据置枠で『影同心』の第3話・第4話が同年5月1日より配信された。

## 備考
- 初作の第23話で、遠山左衛門尉景元を演じた山城新伍は『影同心II』で平七を演じている。
- 初作の主題歌『風の女』を唄った朝月愛が最終回にゲスト出演。右近たちの行き付けの居酒屋の看板娘役を演じた。勘平との会話も僅かではあるが存在する。
- 初作 最終回のラストシーンは『影同心II』の香月尼、堀田源八郎、留吉、平七の四人[19]がワンカットずつ出演しており、出演者交代を印象付けるものとなった。

## 放送局
※特記の無い限り全て放送時間は 土曜 22:00 - 22:55、同時ネット。
※初作、Ⅱ通してのネット局を記載する。
- 毎日放送
- TBSテレビ
- 北海道放送[20]
- 青森テレビ[21]
- 岩手放送[22]
- 山形放送：木曜 16:00 - 16:55[23]
- 東北放送[24]
- 福島テレビ[24]
- 新潟放送：火曜 22:00 - 22:55[25]
- 信越放送：水曜 16:05 - 17:00[26]
- 富山テレビ：日曜 15:00 - 15:55[27]
- 北陸放送：月曜 22:00 - 22:55[28]
- テレビ山梨[29]

- 静岡放送[29]
- 中部日本放送[30]
- 山陰放送[31]
- 山陽放送[32]
- 中国放送[32]
- テレビ山口：月曜 23:35 - 0:30[33]
- 南海放送：金曜 23:30 - 0:25[34]
- テレビ高知[35]
- RKB毎日放送[36]
- 熊本放送：水曜 23:20 - 0:15[36]
- 宮崎放送[37]
- 大分放送[34]
- 琉球放送[38]